# Castelnavet
Castelnavet (Castèthnavèth en gascon) est une commune française située dans l'ouest du département du Gers, en région Occitanie. Sur le plan historique et culturel, la commune est dans le pays de Rivière-Basse, un territoire qui s’allonge dans la moyenne vallée de l’Adour, à l’endroit où le fleuve marque un coude entre Bigorre et Gers.
Exposée à un climat océanique altéré, elle est drainée par la Douze, le Petit Midour et par divers autres petits cours d'eau. La commune possède un patrimoine naturel remarquable composé de deux zones naturelles d'intérêt écologique, faunistique et floristique.
Castelnavet est une commune rurale qui compte 116 habitants en 2022, après avoir connu un pic de population de 620 habitants en 1831.  Ses habitants sont appelés les Castelnavetois ou  Castelnavetoises.
Le patrimoine architectural de la commune comprend un immeuble protégé au titre des monuments historiques : l'église d'Auban, classée en 1979.

## Géographie

### Localisation
Commune de l'ouest du Gers.

### Communes limitrophes
Les communes limitrophes sont  Aignan, Couloumé-Mondebat, Lupiac et Saint-Pierre-d'Aubézies.
| Aignan            |             | Lupiac                  |
|                   | Castelnavet |                         |
| Couloumé-Mondebat |             | Saint-Pierre-d'Aubézies |

### Géologie et relief
Le village de Castelnavet est situé sur le point le plus haut des alentours (à 245 m).
Castelnavet se situe en zone de sismicité 2 (sismicité faible).

### Hydrographie

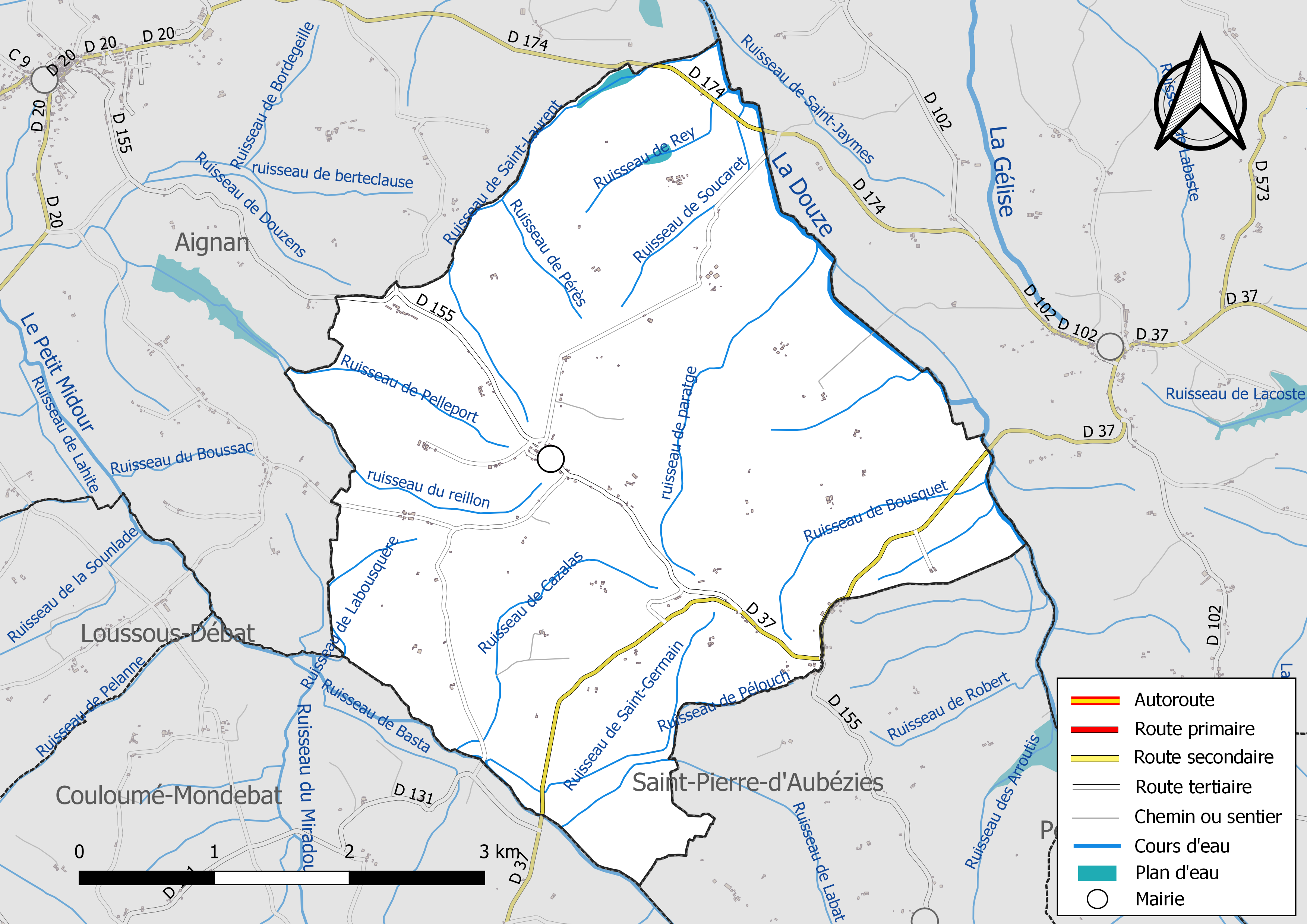
Réseaux hydrographique et routier de Castelnavet.

La commune est dans le bassin de l'Adour, au sein du bassin hydrographique Adour-Garonne. Elle est drainée par la Douze, le Petit Midour, un bras de la Douze, le ruisseau de Bousquet, le ruisseau de Cazalas, le ruisseau de Labat, le ruisseau de Labousquère, le ruisseau de paratge, le ruisseau de Pelleport, le ruisseau de Pélouch, le ruisseau de Pérès, le ruisseau de Rey, le ruisseau de Saint-Germain, le ruisseau de Saint-Laurent, et par deux petits cours d'eau, qui constituent un réseau hydrographique de 31 km de longueur totale,.
La Douze, d'une longueur totale de 123,5 km, prend sa source dans la commune de Gazax-et-Baccarisse et s'écoule du sud-est vers le nord-ouest puis vers le sud. Elle traverse la commune et se jette dans la Midouze à Mont-de-Marsan, après avoir traversé 34 communes.
Le Petit Midour, d'une longueur totale de 24,1 km, prend sa source dans la commune de Gazax-et-Baccarisse et s'écoule du sud-est vers le nord-ouest. Il traverse la commune et se jette dans la Midouze à Bétous, après avoir traversé 12 communes.

### Climat
Pour des articles plus généraux, voir Climat de l'Occitanie et Climat du Gers.
En 2010, le climat de la commune est de type climat océanique altéré, selon une étude s'appuyant sur une série de données couvrant la période 1971-2000. En 2020, Météo-France publie une typologie des climats de la France métropolitaine dans laquelle la commune est toujours exposée à un climat océanique altéré et est dans la région climatique Aquitaine, Gascogne, caractérisée par une pluviométrie abondante au printemps, modérée en automne, un faible ensoleillement au printemps, un été chaud (19,5 °C), des vents faibles, des brouillards fréquents en automne et en hiver et des orages fréquents en été (15 à 20 jours).
Pour la période 1971-2000, la température annuelle moyenne est de 13,4 °C, avec une amplitude thermique annuelle de 14,9 °C. Le cumul annuel moyen de précipitations est de 910 mm, avec 10,8 jours de précipitations en janvier et 6,9 jours en juillet. Pour la période 1991-2020, la température moyenne annuelle observée sur la station météorologique la plus proche, située sur la commune de Lupiac à 4 km à vol d'oiseau, est de 13,8 °C et le cumul annuel moyen de précipitations est de 879,7 mm,. Pour l'avenir, les paramètres climatiques de la commune estimés pour 2050 selon différents scénarios d'émission de gaz à effet de serre sont consultables sur un site dédié publié par Météo-France en novembre 2022.

### Milieux naturels et biodiversité

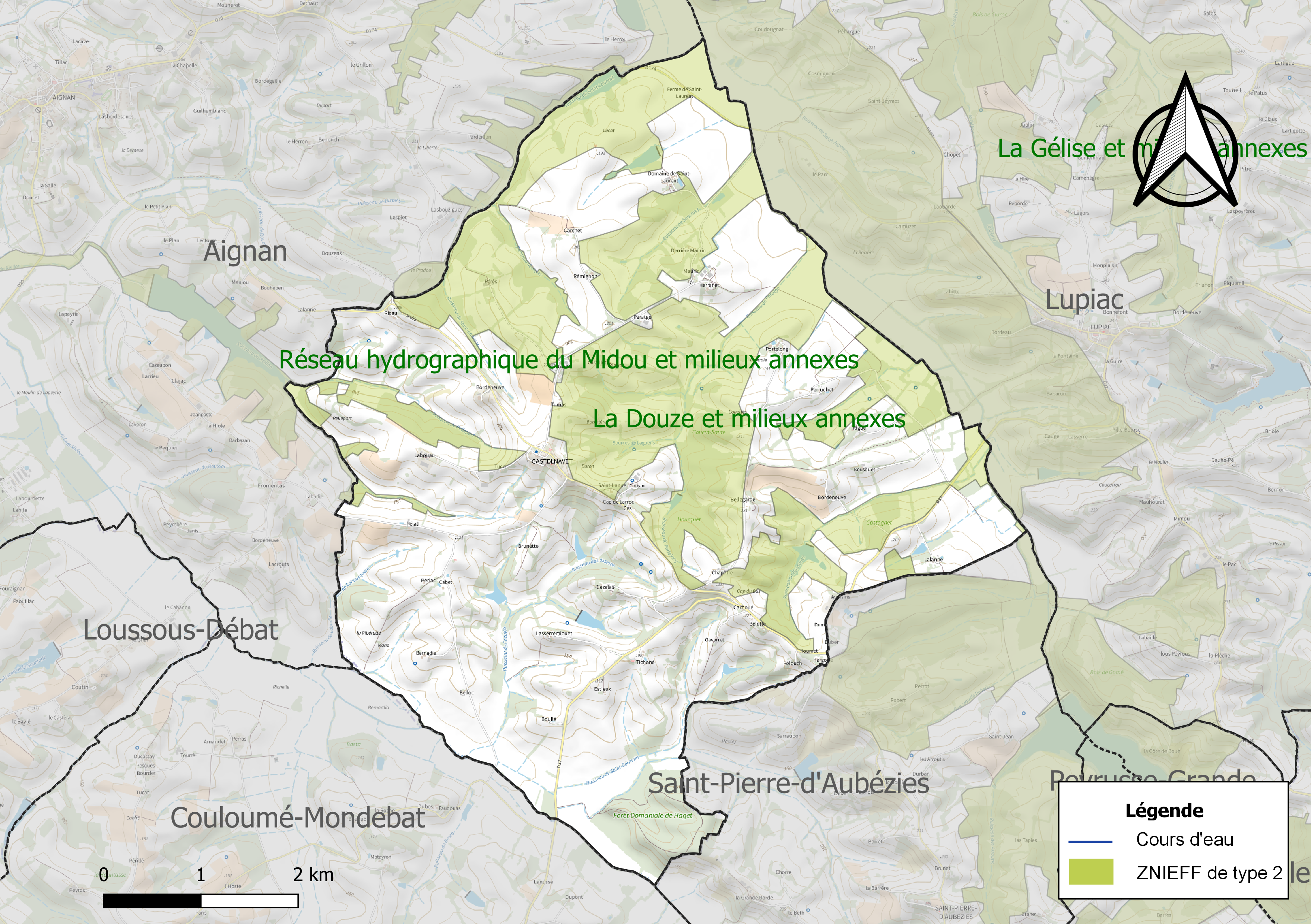
Carte des ZNIEFF de type 2 localisées sur la commune.

L’inventaire des zones naturelles d'intérêt écologique, faunistique et floristique (ZNIEFF) a pour objectif de réaliser une couverture des zones les plus intéressantes sur le plan écologique, essentiellement dans la perspective d’améliorer la connaissance du patrimoine naturel national et de fournir aux différents décideurs un outil d’aide à la prise en compte de l’environnement dans l’aménagement du territoire.
Deux ZNIEFF de type 2 sont recensées sur la commune :
- « la Douze et milieux annexes » (11 575 ha), couvrant 29 communes dont 26 dans le Gers et trois dans les Landes[14] ;
- le « réseau hydrographique du Midou et milieux annexes » (6 344 ha), couvrant 43 communes dont 37 dans le Gers et six dans les Landes[15].

## Urbanisme

### Typologie
Au 1er janvier 2024, Castelnavet est catégorisée commune rurale à habitat très dispersé, selon la nouvelle grille communale de densité à sept niveaux définie par l'Insee en 2022.
Elle est située hors unité urbaine et hors attraction des villes,.

### Occupation des sols
L'occupation des sols de la commune, telle qu'elle ressort de la base de données européenne d’occupation biophysique des sols Corine Land Cover (CLC), est marquée par l'importance des territoires agricoles (94,5 % en 2018), en augmentation par rapport à 1990 (92,8 %). La répartition détaillée en 2018 est la suivante : 
prairies (32,8 %), terres arables (32,5 %), zones agricoles hétérogènes (29,1 %), forêts (5,5 %). L'évolution de l’occupation des sols de la commune et de ses infrastructures peut être observée sur les différentes représentations cartographiques du territoire : la carte de Cassini (XVIIIe siècle), la carte d'état-major (1820-1866) et les cartes ou photos aériennes de l'IGN pour la période actuelle (1950 à aujourd'hui).

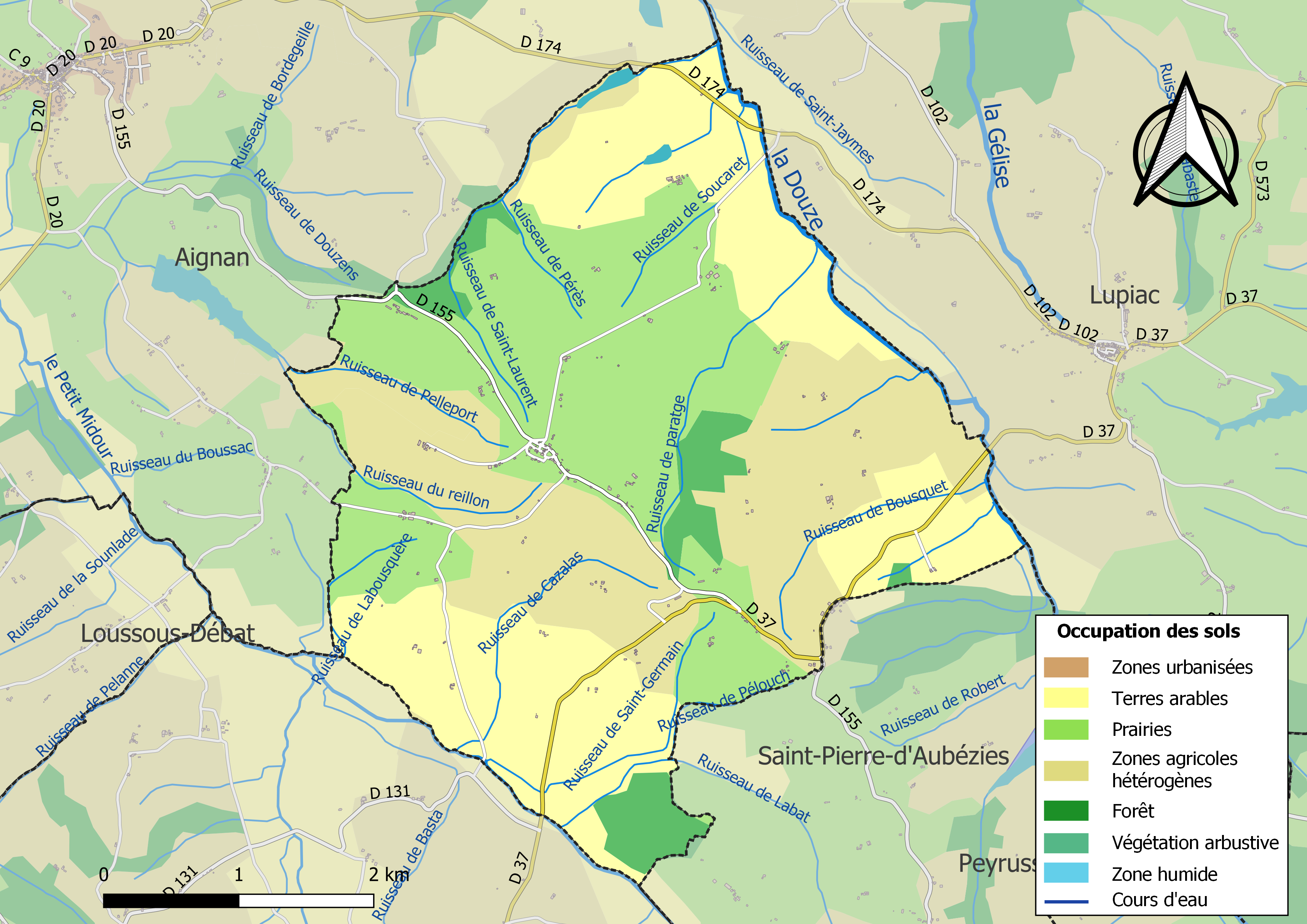
Carte des infrastructures et de l'occupation des sols de la commune en 2018 (CLC).

### Risques majeurs
Le territoire de la commune de Castelnavet est vulnérable à différents aléas naturels : météorologiques (tempête, orage, neige, grand froid, canicule ou sécheresse) et séisme (sismicité faible). Un site publié par le BRGM permet d'évaluer simplement et rapidement les risques d'un bien localisé soit par son adresse soit par le numéro de sa parcelle.

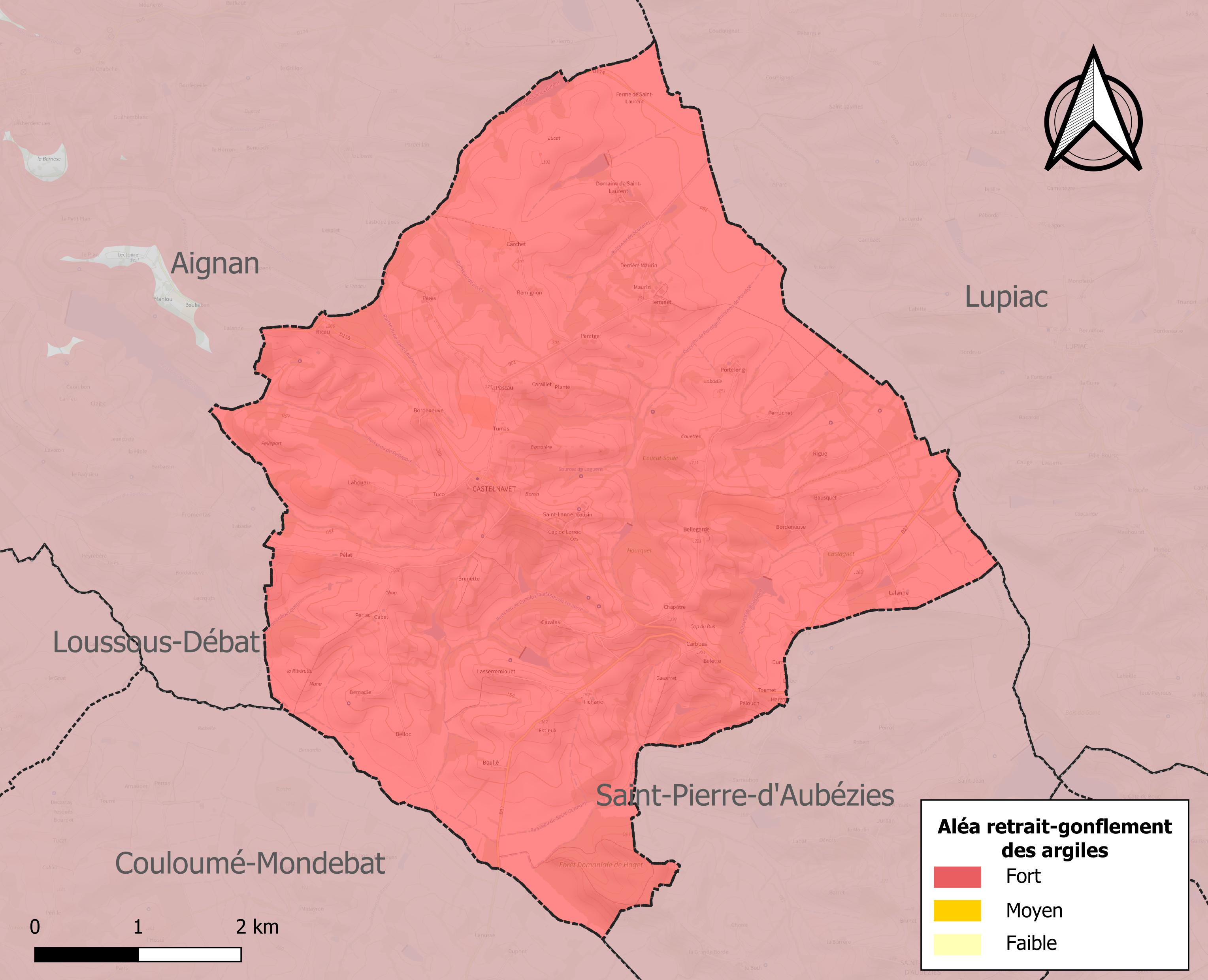
Carte des zones d'aléa retrait-gonflement des sols argileux de Castelnavet.

Le retrait-gonflement des sols argileux est susceptible d'engendrer des dommages importants aux bâtiments en cas d’alternance de périodes de sécheresse et de pluie. La totalité de la commune est en aléa moyen ou fort (94,5 % au niveau départemental et 48,5 % au niveau national). Sur les 80 bâtiments dénombrés sur la commune en 2019, 80 sont en aléa moyen ou fort, soit 100 %, à comparer aux 93 % au niveau départemental et 54 % au niveau national. Une cartographie de l'exposition du territoire national au retrait gonflement des sols argileux est disponible sur le site du BRGM,.
Par ailleurs, afin de mieux appréhender le risque d’affaissement de terrain, l'inventaire national des cavités souterraines permet de localiser celles situées sur la commune.
La commune a été reconnue en état de catastrophe naturelle au titre des dommages causés par les inondations et coulées de boue survenues en 1983, 1999 et 2009. Concernant les mouvements de terrains, la commune a été reconnue en état de catastrophe naturelle au titre des dommages causés par la sécheresse en 1989 et par des mouvements de terrain en 1999.

## Toponymie
Castelnavet est un ancien castelnau gascon.

## Politique et administration

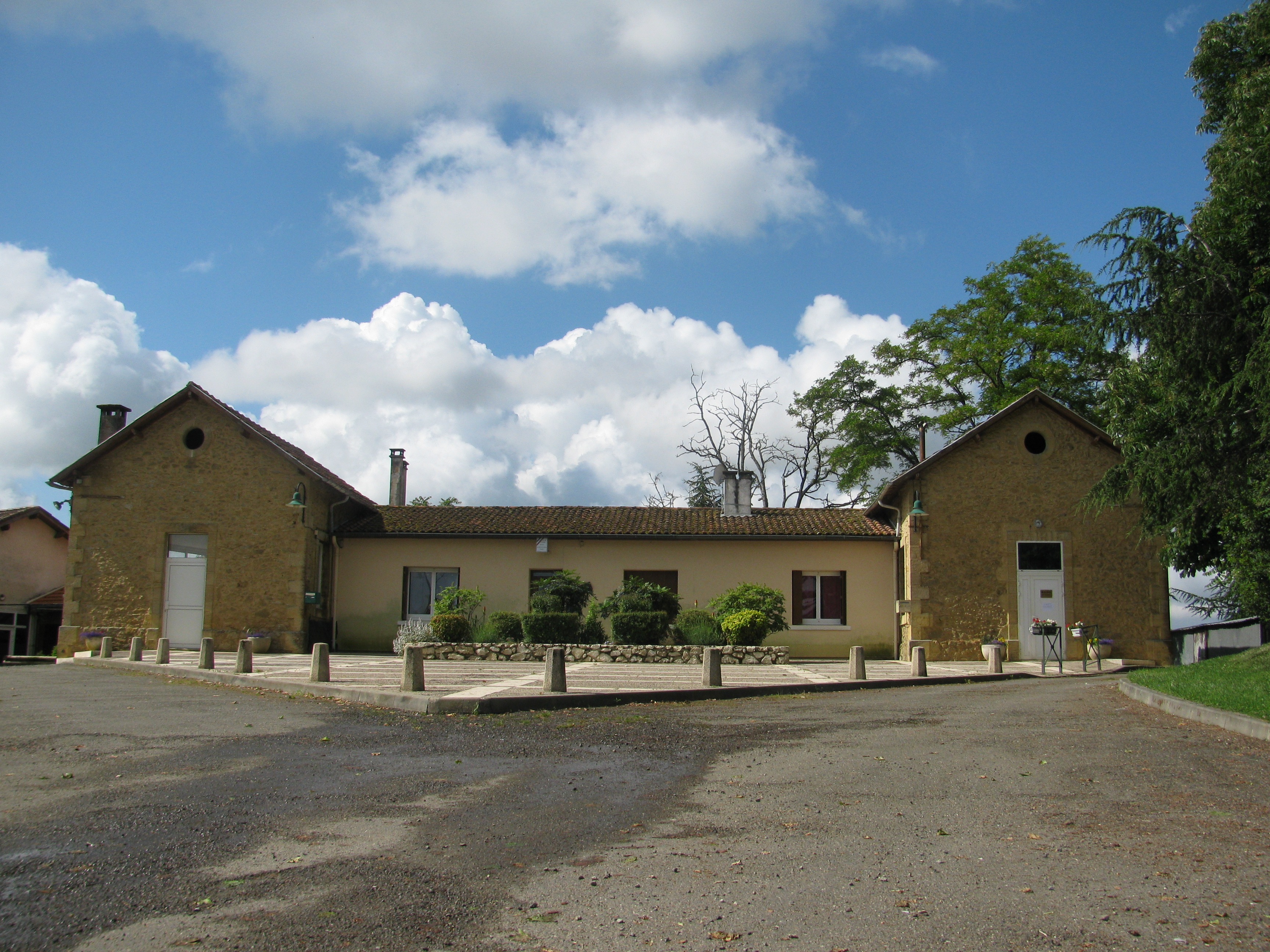
mairie de Castelnavet

| Période                                  | Période  | Identité      | Étiquette | Qualité     |
| ---------------------------------------- | -------- | ------------- | --------- | ----------- |
| 1988                                     | 2014     | Michel Sansot | SE        | Maire       |
| mars 2014                                | En cours | Joël Dagieux  | DVG       | Agriculteur |
| Les données manquantes sont à compléter. |          |               |           |             |

## Démographie
L'évolution du nombre d'habitants est connue à travers les recensements de la population effectués dans la commune depuis 1793. Pour les communes de moins de 10 000 habitants, une enquête de recensement portant sur toute la population est réalisée tous les cinq ans, les populations de référence des années intermédiaires étant quant à elles estimées par interpolation ou extrapolation. Pour la commune, le premier recensement exhaustif entrant dans le cadre du nouveau dispositif a été réalisé en 2007.

En 2022, la commune comptait 116 habitants, en évolution de −9,37 % par rapport à 2016 (Gers : +1,04 %, France hors Mayotte : +2,11 %).
| 1793 | 1800 | 1806 | 1821 | 1831 | 1841 | 1846 | 1851 | 1856 |
| ---- | ---- | ---- | ---- | ---- | ---- | ---- | ---- | ---- |
| 611  | 519  | 551  | 553  | 620  | 530  | 534  | 540  | 532  |

| 1861 | 1866 | 1872 | 1876 | 1881 | 1886 | 1891 | 1896 | 1901 |
| ---- | ---- | ---- | ---- | ---- | ---- | ---- | ---- | ---- |
| 529  | 478  | 472  | 510  | 502  | 430  | 420  | 422  | 401  |

| 1906 | 1911 | 1921 | 1926 | 1931 | 1936 | 1946 | 1954 | 1962 |
| ---- | ---- | ---- | ---- | ---- | ---- | ---- | ---- | ---- |
| 329  | 332  | 292  | 297  | 265  | 248  | 248  | 260  | 250  |

| 1968 | 1975 | 1982 | 1990 | 1999 | 2006 | 2007 | 2012 | 2017 |
| ---- | ---- | ---- | ---- | ---- | ---- | ---- | ---- | ---- |
| 224  | 201  | 154  | 153  | 155  | 149  | 148  | 127  | 130  |

| 2022 | - | - | - | - | - | - | - | - |
| ---- | - | - | - | - | - | - | - | - |
| 116  | - | - | - | - | - | - | - | - |

## Économie

### Emploi
|                | 2008  | 2013  | 2018   |
| -------------- | ----- | ----- | ------ |
| Commune        | 7,8 % | 6,2 % | 11,1 % |
| Département    | 6,1 % | 7,5 % | 8,2 %  |
| France entière | 8,3 % | 10 %  | 10 %   |

En 2018, la population âgée de 15 à 64 ans s'élève à 82 personnes, parmi lesquelles on compte 80,2 % d'actifs (69,1 % ayant un emploi et 11,1 % de chômeurs) et 19,8 % d'inactifs,. En  2018, le taux de chômage communal (au sens du recensement) des 15-64 ans est supérieur à celui de la France et du département, alors qu'il était inférieur à celui de la France en 2008.
La commune est hors attraction des villes,. Elle compte 35 emplois en 2018, contre 25 en 2013 et 46 en 2008. Le nombre d'actifs ayant un emploi résidant dans la commune est de 56, soit un indicateur de concentration d'emploi de 62,3 % et un taux d'activité parmi les 15 ans ou plus de 57 %.
Sur ces 56 actifs de 15 ans ou plus ayant un emploi, 31 travaillent dans la commune, soit 55 % des habitants. Pour se rendre au travail, 67,9 % des habitants utilisent un véhicule personnel ou de fonction à quatre roues, 3,6 % les transports en commun, 5,4 % s'y rendent en deux-roues, à vélo ou à pied et 23,2 % n'ont pas besoin de transport (travail au domicile).

### Activités hors agriculture

#### Secteurs d'activités
17 établissements sont implantés  à Castelnavet au 31 décembre 2019.
Le secteur de l'industrie manufacturière, des industries extractives et autres est prépondérant sur la commune puisqu'il représente 76,5 % du nombre total d'établissements de la commune (13 sur les 17 entreprises implantées  à Castelnavet), contre 12,3 % au niveau départemental.

### Agriculture

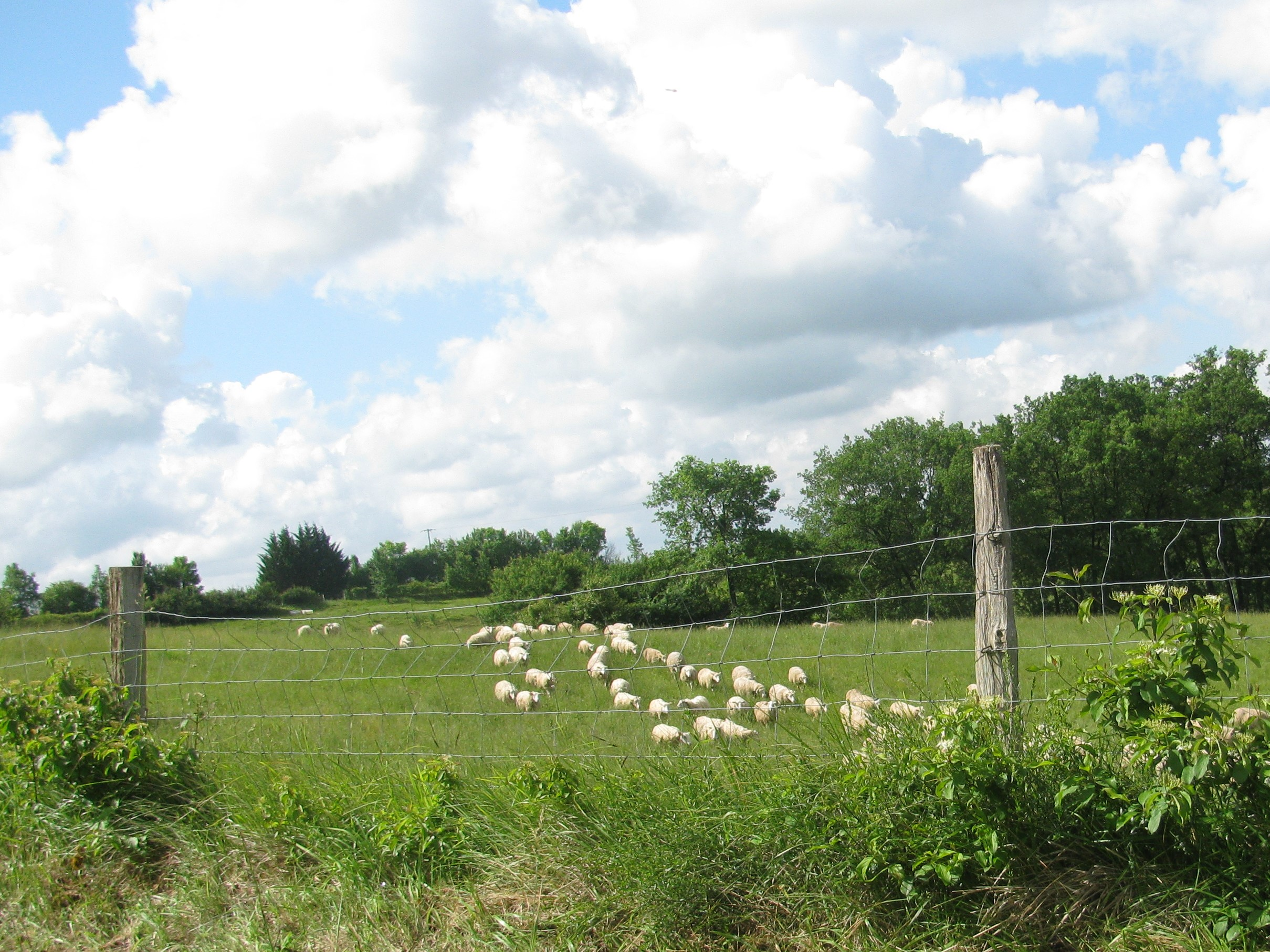
Moutons à Castelnavet

La commune est dans le Bas-Armagnac, une petite région agricole occupant une partie ouest du département du Gers. En 2020, l'orientation technico-économique de l'agriculture  sur la commune est la polyculture et/ou le polyélevage.
|               | 1988  | 2000  | 2010  | 2020  |
| ------------- | ----- | ----- | ----- | ----- |
| Exploitations | 32    | 27    | 20    | 21    |
| SAU (ha)      | 1 392 | 1 570 | 1 409 | 1 510 |

Le nombre d'exploitations agricoles en activité et ayant leur siège dans la commune est passé de 32 lors du recensement agricole de 1988  à 27 en 2000 puis à 20 en 2010 et enfin à 21 en 2020, soit une baisse de 34 % en 32 ans. Le même mouvement est observé à l'échelle du département qui a perdu pendant cette période 51 % de ses exploitations,. La surface agricole utilisée sur la commune a quant à elle augmenté, passant de 1 392 ha en 1988 à 1 510 ha en 2020. Parallèlement la surface agricole utilisée moyenne par exploitation a augmenté, passant de 44 à 72 ha.
Castelnavet est une commune rurale, où l'agriculture est dominante : polyculture et élevage ainsi que la viticulture armagnac et Côtes-de-saint-mont.

## Culture locale et patrimoine

### Lieux et monuments
- Église d'Auban, église du XIIe siècle, classée au titre des monuments historiques en 1979[30].
- Église d'Estieux[31].
- Chapelle Saint-Laurent de Saint-Laurent.
- Chapelle de Tichané.
- Motte castrale[31].
- Église Saint-Jean-Baptiste de Castelnavet. Son retable-tabernacle en bois doré datant du XVIIe siècle est classé au titre objet des monuments historiques depuis 1996[32]. Une statue de la Vierge à l'Enfant est inscrite à l'inventaire des monuments historiques depuis 1995[33].

## Galerie

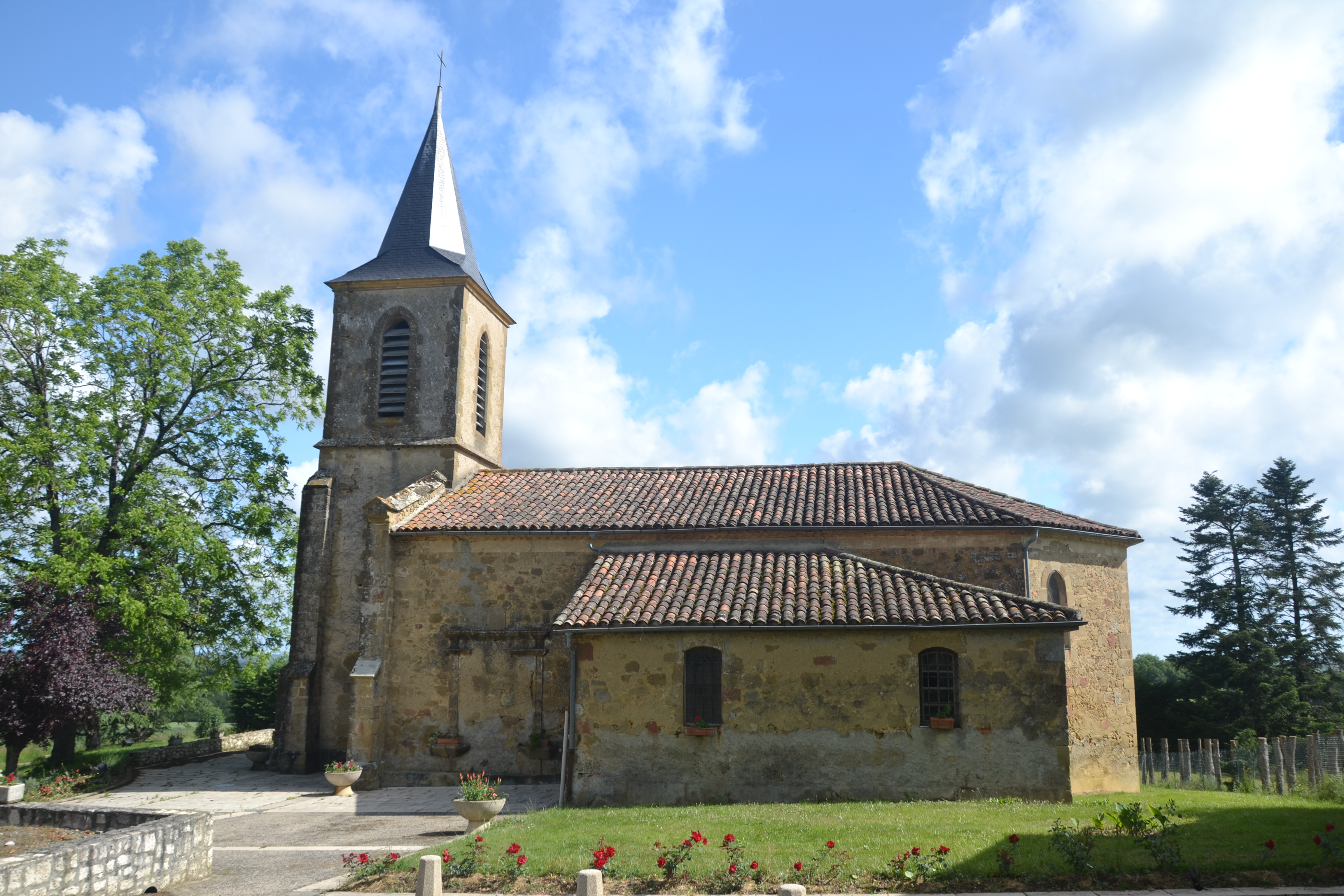
Église Saint-Jean-Baptiste de Castelnavet
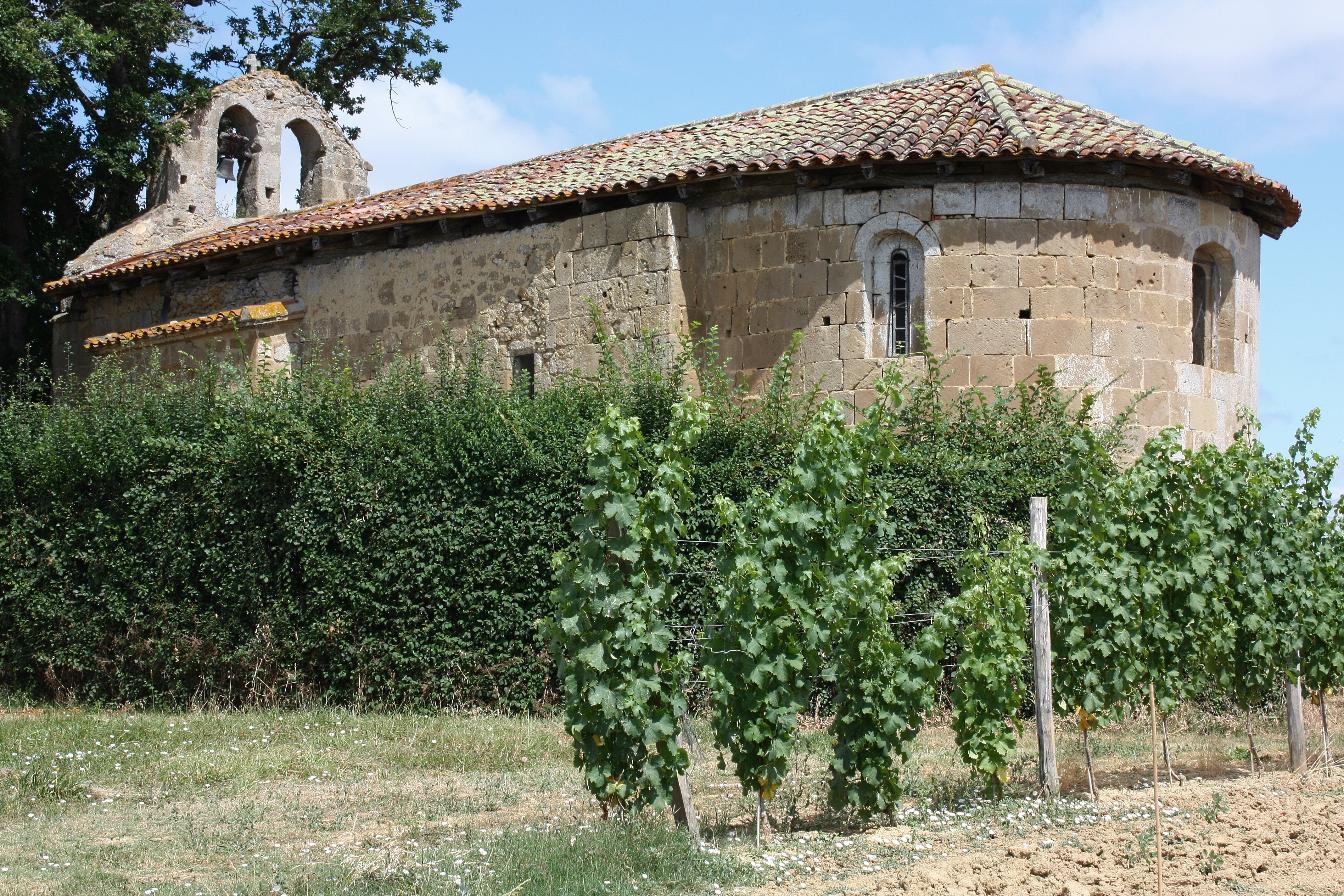
Église d'Auban